# Half-Breed (singolo)
Half-Breed (in italiano: mezzosangue) è una canzone della cantante e attrice statunitense Cher, estratta come primo singolo del suo decimo album in studio, Half-Breed, nel settembre del 1973. Divenne la sua seconda numero uno nella Billboard Hot 100 per due settimane e fu certificato disco d'oro negli Stati Uniti per vendite superiori a 1.000.000 di copie.

## Descrizione
Half-Breed parla di una ragazza figlia di un bianco e di una Cherokee, che non è accettata da nessuno dei due rami della sua famiglia: i parenti del padre la definiscono un'"aquila indiana", mentre quelli della madre "bianca per legge".
Inizialmente era stata pianificata come primo singolo solo per gli Stati Uniti, ma per il successo ottenuto si è deciso di pubblicarla anche nel resto del mondo: il brano è infatti la seconda numero uno nella classifica statunitense, ed il secondo singolo ad essere certificato disco d'oro. Ha raggiunto la prima posizione anche in Canada, la top 10 in Svezia, e la top 20 in Norvegia.

## Il video
Il video del brano mostra Cher mentre canta la canzone al The Sonny & Cher Comedy Hour, su un cavallo bianco davanti ad una parete bianca, vestita da indiana.
Nel 2002 Dan-O-Rama creò un remix/medley per un video, che fu usato durante il Living Proof: The Farewell Tour. Il medley conteneva i video di All I Really Want to Do, Half-Breed, Gypsys, Tramps and Thieves e Dark Lady.

## Esibizione dal vivo
Oltre alla performance del The Sonny & Cher Comedy Hour, Cher ha cantato Half-Breed dal vivo, per la prima volta, 25 anni dopo la pubblicazione, nel Do You Believe? Tour. Nel 2002 Half-Breed è stata eseguita anche nel Living Proof: The Farewell Tour.

## Classifiche
| Classifica (1973)                           | Posizione massima |
| ------------------------------------------- | ----------------- |
| Canada                                      | 1                 |
| Germania                                    | 29                |
| Norvegia                                    | 12                |
| Nuova Zelanda                               | 1                 |
| Svezia                                      | 6                 |
| Stati Uniti                                 | 1                 |
| Stati Uniti (Hot Adult Contemporary Tracks) | 3                 |